# 西明灯鱼
西明灯鱼（学名：Diogenichthys atlanticus）为輻鰭魚綱燈籠魚目灯笼鱼科明灯鱼属的鱼类。分布于太平洋、大西洋以及南海等海域，為深海魚類，棲息深度0-1050公尺，體長可達2.9公分。

## 扩展阅读
維基物種上的相關：西明灯鱼